# Phú Ngãi Trị
Phú Ngãi Trị là một xã thuộc huyện Châu Thành, tỉnh Long An, Việt Nam.

## Địa lý
Xã Phú Ngãi Trị nằm ở phía bắc huyện Châu Thành, có vị trí địa lý:
- Phía đông và phía bắc giáp huyện Tân Trụ qua sông Vàm Cỏ Tây
- Phía tây giáp các xã Bình Quới và Vĩnh Công
- Phía nam giáp các xã Hiệp Thạnh và Phước Tân Hưng.

Xã có diện tích 13,30 km², dân số năm 1999 là 6.876 người, mật độ dân số đạt 517 người/km².

## Hành chính
Xã được chia thành 5 ấp: Ái Ngãi, Bình Trị 1, Bình Trị 2, Phú Xuân 1, Phú Xuân 2.